# Dobropole (Wolin)
Dobropole (deutsch Dobberphul) ist ein Dorf in der Woiwodschaft Westpommern in Polen. Es gehört zur Gmina Wolin (Gemeinde Wollin) im Powiat Kamieński (Camminer Kreis).

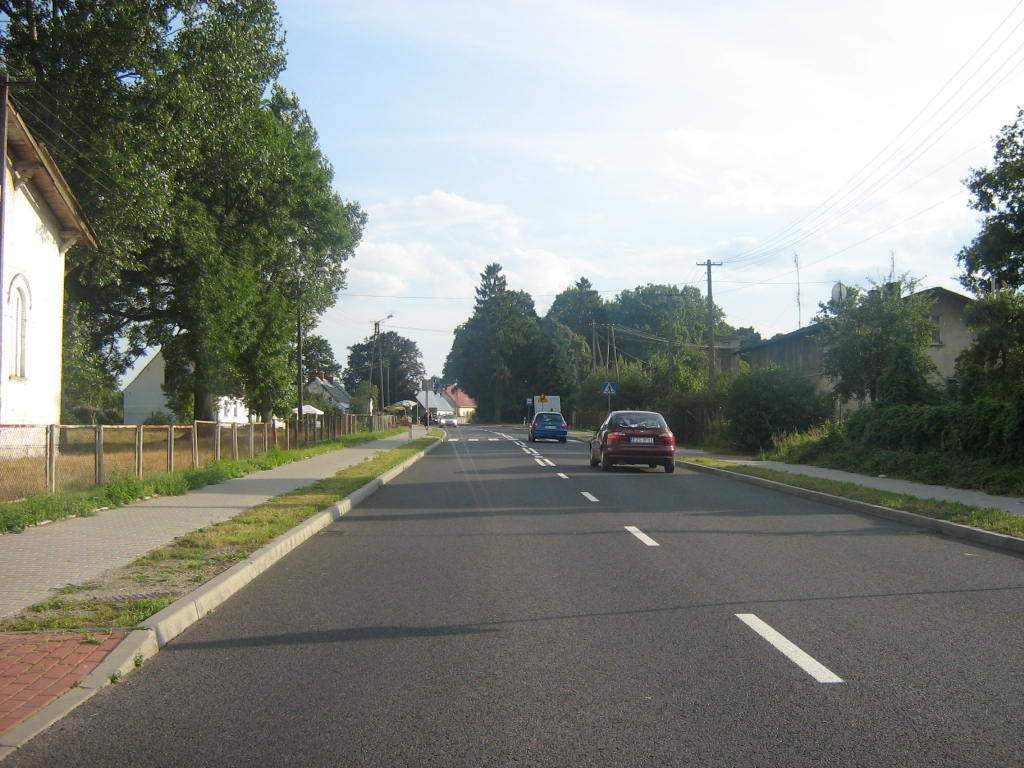
Ortsdurchfahrt (2008)

## Geographische Lage
Das Dorf liegt in Hinterpommern, etwa 50 km nördlich von Stettin und etwa 12 km südlich der Kreisstadt Cammin i. Pom. Durch das Dorf verläuft in Nord-Süd-Richtung die Woiwodschaftsstraße 107, deren Verlauf hier der ehemaligen Reichsstraße 165 entspricht.

## Geschichte
Dobberphul wurde erstmals 1315 erwähnt.
Unter den Besitzern war ein Paul Zastrow zu Stregow, dem 1469 ein Anteil an Dobberphul gehörte. Später gehörte Dobberphul Angehörigen der pommerschen uradligen Familie von Köller. 1466 wurde ein Carsten von Köller auf Reckow und Dobberphul genannt, verheiratet mit Katharina von Paulsdorff. In der zweiten Hälfte des 18. Jahrhunderts errichtete Ernst Matthias von Köller das Gutshaus, einen zweigeschossigen Fachwerkbau. 1827 vereinigte Maximilian Friedrich von Köller beide Anteile von Dobberphul in seiner Hand. Dobberphul blieb aber größtenteils ein Nebensitz, war selten Hauptgut. Mitte des 19. Jahrhunderts werden alle Kinder des einflussreichen Politikers Georg von Köller und seiner Frau Maria von Wurmb auf Dobberphul geboren, darunter der Oberst Matthias Oskar Hugo von Köller. Er ging mit seinem älteren Bruder Georg auf das Bugenhagensche Gymnasium in Treptow. Den Besitz übernimmt aber später ein katholischer Zweig der Adelsfamilie, so Waldemar von Köller (1837–1889), Fideikommissherr auf Dobberphul, päpstlich geheimer Kämmerer di spada e cappa, Ehrenritter des souveränen Malteser-Ordens, liiert mit Gräfin Zieten. Ihr Sohn Leutnant Ernst von Köller wurde dann Mitherr auf Dobberphul, Reckow und Moratz. Etwa 1939 wurde das Gut Dobberphul in eine von Köller`sche Familienstiftung eingebracht. Nach dem Genealogischen Handbuch des Adels gilt formell der Major und Malteserritter Franz von Köller (1873–1949) als letzter Gutsbesitzer am Ort, er lebte nach 1945 mit seiner Frau Elisabeth Latzel in Leipzig.
Dobberphul bildete bis 1945 eine Landgemeinde im Landkreis Cammin i. Pom. in der preußischen Provinz Pommern. In der Landgemeinde wurden neben Dobberphul die Wohnplätze Grünhöfe und Vorwerk Wonneburg geführt.
Nach dem Zweiten Weltkrieg kam Dobberphul zu Polen, der Ortsname wurde zu „Dobropole“ polonisiert. Die Einwohner wurden vertrieben und durch Polen ersetzt.

## Dorfkirche
Die frühere Dorfkirche wurde im Jahre 1742 Opfer eines Brandes, ebenso wie gleichzeitig ein Teil des Dorfes. Als neue Dorfkirche wurde ein Fachwerkbau mit einem niedrigen Holzturm errichtet. Zum Inventar gehörten: Ein aufwendiger Kanzelaltar von 1742, in den Teile eines alten Altars aus der Zeit um 1600 eingebaut waren. Eine Taufe von 1682, die aus der Kirche von Jassow stammte.
Die Dorfkirche wurde nach 1945 abgerissen.

## Söhne und Töchter des Ortes
- Amandus Karl Vanselow (1699–1771), deutscher Bürgermeister und Sachbuchautor, veröffentlichte Personenlexika zur Geschichte Pommerns
- Hermann Petrich (1845–1933), deutscher evangelischer Geistlicher und Schriftsteller, Superintendent in Gartz a. Oder
- Lebrecht von Köller (1861–1933), deutscher Verwaltungsjurist, Landrat des Untertaunuskreises